# 北九州市立大里南小学校
北九州市立大里南小学校（きたきゅうしゅうしりつ だいりみなみしょうがっこう）は、福岡県北九州市門司区に所在する公立小学校。

## 沿革
出典
- 1956年（昭和31年）
  - 4月 - 西門司小学校より分離し、門司市立大里南小学校開校。
  - 6月 - 校章制定。
  - 9月 - 第1期工事完了（普通教室10・給食調理室・トイレ・宿直室・渡り廊下）。
- 1957年（昭和32年）
  - 2月 - 校歌制定。
  - 5月 - 第2期工事完了（普通教室10・トイレ・渡り廊下）。
  - 10月 - 運動場第1期工事完了。
- 1958年（昭和33年）
  - 4月 - 第3期工事完了（普通教室4・渡り廊下・倉庫）。
  - 5月 - 第4期工事完了（校長室・職員室・保健室・普通教室3・渡り廊下）。
- 1960年（昭和35年）
  - 7月 - 講堂落成記念式典挙行。
  - 10月 - 運動場の整地とスタンドの工事が完了。
- 1962年（昭和37年）9月 - 玄関工事完了。
- 1963年（昭和38年）2月10日 - 門司・小倉・戸畑・八幡・若松5市合併による北九州市発足により、北九州市立大里南小学校と改称。
- 1969年（昭和44年）6月 - プール完成。
- 1972年（昭和47年）12月 -　道路拡張のため、裏門が取り壊される。
- 1973年（昭和48年）
  - 7月 - プール横に非常門ができる。
  - 10月 - 粘土焼釜室ができる。
- 1974年（昭和49年）
  - 1月 - 体育倉庫ができる。
  - 8月 - 新館出入り口渡り廊下ができる。
- 1978年（昭和53年）6月 - 講堂と講堂横のトイレが取り壊される。
- 1979年（昭和54年）
  - 2月 - 北九州市より現在の校旗が授与される。
  - 6月 - 学校栽培園12園を造る。
- 1981年（昭和56年）3月 - 第二校舎と温室ができる。
- 1985年（昭和60年）5月 - 創立30周年事業として、前庭ができる。
- 1987年（昭和62年）
  - 2月 - 音楽室にグランドピアノを設置。
  - 10月 - 中庭通路が完成。
- 1993年（平成5年）
  - 1月 - プレハブ倉庫ができる。
  - 4月 - ティームティーチングの配置校となる。
- 1994年（平成6年）3月 - 温室ができる。
- 1995年（平成7年）
  - 5月 - すなば王国ができる。
  - 7月 - 円形花壇ができる。
  - 9月 - パソコンによる図書の貸し出し・返却が始まる。
- 2002年（平成14年）4月 - 少人数指導教員配置校となる。
- 2003年（平成15年）3月 - 学校ホームページを開設。
- 2004年（平成16年）4月 - 学校給食調理業務の民間委託が始まる。
- 2005年（平成17年）
  - 2月 - ランチルームができる。
  - 11月 - 創立50周年を迎える。
- 2006年（平成18年）
  - 3月 - パソコン校内LAN整備。
  - 11月 - 運動場門と飼育舎の両改修工事終了。
- 2007年（平成19年）3月 - 正門門扉改修。
- 2008年（平成20年）8月 - さわやかトイレ事業1期工事終了。
- 2009年（平成21年）9月 - 本校で調理する親子式での柳西中学校給食始まる。
- 2010年（平成22年）
  - 2月 - 地デジ対応テレビ26台を設置。
  - 3月 - 太陽光発電設置工事完了。
  - 8月 - 保健室へのシャワー取り付けが完了。
  - 9月 - 校内トイレの全自動水洗化が完了。
- 2011年（平成23年）6月 - 図書室のエアコン設置が完了。
- 2012年（平成24年）
  - 10月 - 土曜日授業実施。
  - 12月 - 第1期耐震補強工事（体育館）。
- 2013年（平成25年）
  - 6月 - 第2耐震補強工事（本館一棟）。
  - 11月 - 「嘉代子桜・親子桜」植樹。
- 2014年（平成26年）4月 - 特別支援学級（だいなん学級）開級。
- 2015年（平成27年）
  - 5月 - この年開催の運動会を「創立六十周年記念運動会」として開催。
  - 11月 - 創立六十周年記念式典挙行。記念事業として、屋外時計設置と傘立て取替。
- 2017年（平成29年）
  - 9月 - 運動場と中庭の遊具を塗り替え。
  - 11月 - 運動場にバスケットゴール2基新設。
- 2018年（平成30年）
  - 1月 - 放送室放送機器入替。
  - 3月 - 体育館トイレ大規模改修し、ジャングルジムと助木を入替。
  - 8月 - コンピュータ更新完了。
- 2020年（令和2年）2月 - ブロック塀改修工事完了。
- 2021年（令和3年）1月 - 大規模改修工事第1期工事（体育館・校舎西側外壁）完了。

## 通学区域と進学先中学校
出典

### 通学区域
- 大字大里（2205番地～3075番地）
- 大里原町（3番・9番・10番）
- 大里桃山町（全域）
- 原町別院（全域）
- 小松町（2番～11番）
- 上馬寄1丁目（8番～12番）
- 上馬寄2丁目（1番～6番）
- 新原町（全域）
- 泉ケ丘（全域）
- 中町（4番(16号～37号)・5番・6番(一部)）
- 東馬寄（全域）
- 桃山台（全域）
- 別院（全域）
- 柳原町（全域）

### 進学先中学校
- 北九州市立柳西中学校

## アクセス
- 西鉄バス北九州
  - 49系統で、「大里南小学校」停留所（市道高田藤松1号線上）下車後、県営大里団地側の門まで、
    - 門司駅前方面行のりばから、徒歩約100m・約1～2分。
    - 中谷・愛の家車庫方面行のりばから、徒歩約115m・約2分。
      - いずれも、バス停がある市道高田藤松1号線と校地は接するが、門設置個所の関係で、若干遠回りとなる。

  - 47系統（循環）で、「新原町」停留所（市道杜ノ木上藤松1号線上）下車後、校地北側の正門まで、徒歩約295m・約5分。
    - なお、「鉄道学園」停留所の方が、距離では近いが、付近の市道に横断歩道が設置されていないため、大きく遠回りとなる。

## 周辺施設
- 九州旅客鉄道（JR九州）社員研修センター - 市道をはさんで、敷地が隣接。
- 上馬寄北公園 - 市道をはさんで、敷地が隣接。
- 北九州市消防局門司消防署門司西出張所
- マックスバリュ門司西店